# Messina
Messina é uma comuna italiana da região da Sicília, província de Messina, com cerca de 220 000 habitantes. Estende-se por uma área de 211 km², tendo uma densidade populacional de 1121 hab/km². Faz fronteira com Fiumedinisi, Itala, Monforte San Giorgio, Rometta, Saponara, Scaletta Zanclea, Villafranca Tirrena.

## Fundação
A história da fundação de Messina (664 a.C.) é relatada por Pausânias, geógrafo grego, e corresponde a uma época em que mitologia e história se confundem.[carece de fontes?].
Ao final da Segunda Guerra Messênia, após a derrota dos messênios para os lacedemônios na fortaleza de Eira(no primeiro ano da vigésima oitava Olimpíada), os messênios que não foram capturados e reduzidos à servidão se reuniram e decidiram emigrar da Grécia, fundando uma colônia.
Aristômene não aceitou liderar os colonos, pois preferiu continuar lutando contra os lacedemônios, mas apontou Gorgo e Mântico como seus líderes; Gorgo era filho de Aristômene e Mântico filho do vidente Teoclo.
Enquanto os messênios debatiam para onde ir, eles receberam uma mensagem de Anaxilas, tirano de Régio (atual Régio da Calábria), o terceiro em descendência de Alcidamidas, que havia migrado da Messênia para Régio após a morte do rei Aristodemo e a captura de Itome.
Ao chegarem à Itália, Anaxilas propôs que os messênios atacassem seus inimigos da cidade de Zangle, localizada na Sicília. Zangle era um refúgio de piratas, mas seu líderes haviam introduzido colonos gregos na cidade.
Anaxilas derrotou os habitantes de Zangle por mar, enquanto os messênios os derrotaram por terra. Eles, então, se refugiram nos altares dos deuses, pedindo súplica; Anaxilas sugeriu aos messênios que matassem os suplicantes e escravizassem o resto junto com as mulheres e crianças.
Gorgo e Mântico, porém, argumentaram que, eles mesmos tendo sofrido tratamento impiedoso nas mãos de parentes, não deveriam fazer a mesma coisa com pessoas da raça grega; assim, os suplicantes de Zangle fizeram juramentos, e os messênios passaram a habitar com eles em Zangle, que passou a se chamar Messina. Isto ocorreu no ano da vigésima nona Olimpíada.

## História recente
Um terremoto ocorreu em 28 de dezembro de 1908 na Sicília e Calábria, sul da Itália, com magnitude de 7,1 e intensidade máxima de Mercalli de XI. O epicentro foi no estreito de Messina, que separa a Sicília do continente italiano. As cidades de Messina e Reggio Calabria foram quase completamente destruídas e entre 75 000 e 82 000 pessoas morreram. Foi o terramoto mais destrutivo de sempre a atingir a Europa.
Em 1 de Outubro de 2009, a estação ferroviária de aldeia de Giampilieri foi atingida por uma inundação com origem num deslizamento de terras que provocou a interrupção da linha Messina-Syracuse durante alguns dias. Infelizmente, chegou às manchetes devido às inundações e deslizamentos de terra, que fizeram 37 vítimas, 21 das quais só na aldeia de Giampilieri superior, juntamente com as outras aldeias vizinhas Molino, Altolia.

## Demografia
| Variação demográfica do município entre 1861 e 2021                               |
|                                                                                   |
| Fonte: Istituto Nazionale di Statistica (ISTAT) - Elaboração gráfica da Wikipedia |

### Grupos étnicos estrangeiros e minorias
De acordo com as estatísticas do ISTAT, em 31 de dezembro de 2022, a população estrangeira residente em Messina era de 11.080 pessoas, o equivalente a 5,1% da população. As nacionalidades mais representadas foram: 
- Sri Lanca 3 540
- Filipinas 2 049
- Romênia  1 219
- Marrocos 1 059
- China  338
- Bangladeche 275
- Polônia 229
- Índia 180
- Senegal 176
- Nigéria 157

## Cultura

### Instrução
- A Universidade de Messina, fundada em 1548 por Santo Inácio de Loyola como "primum ac prototypum collegium Societatis Jesu", ou o primeiro colégio do mundo da Companhia de Jesus, tem hoje cerca de 52.000 membros e é a terceira universidade siciliana em número. de alunos (Palermo e Catânia têm cerca de 62.000 alunos). A atividade docente está dividida em 12 faculdades, que oferecem mais de 100 cursos de graduação.[16]